# Lijst van burgemeesters van Stede Broec
Dit is een lijst van burgemeesters van de Nederlandse gemeente Stede Broec in de provincie Noord-Holland.
De gemeente Stede Broec ontstond op 1 januari 1979 door het samengaan van de gemeenten Bovenkarspel en Grootebroek.
| Ambtsperiode                    | Naam burgemeester               | Partij of stroming | Bijzonderheden                    |
| ------------------------------- | ------------------------------- | ------------------ | --------------------------------- |
| 1979 - 1980                     | Jan (J.N.) Stuifbergen          | KVP / CDA          | vanaf 1965 burg. van Bovenkarspel |
| 1981 - 2003                     | Jan (J.W.) Haanstra             | VVD                | vanaf 2002 waarnemend             |
| 2004 - 2009                     | Henk (H.A.) Eggermont           | PvdA               | overleden op 22-12-2009           |
| 2010                            | Peter (P.A.G.) Cammaert         | CDA                | waarnemend                        |
| 2010 - 15 december 2016         | Marian (M.) Goldschmeding-Vlaar | PvdA               | [ 1 ]                             |
| 16 december 2016 - 13 juli 2017 | Willem (W.J.F.M.) van Beek      | CDA                | waarnemend                        |
| 13 juli 2017 - heden            | Ronald (R.A.P.) Wortelboer      | VVD                | [ 3 ]                             |